# Distretto di Chum Phuang
Il distretto di Chum Phuang (in thailandese: ชุมพวง) è un distretto (amphoe) della Thailandia, situato nella provincia di Nakhon Ratchasima.